# Васил Василев (режисьор, р. 1925)
Вижте пояснителната страница за други личности с името Васил Василев.
Васил Стоянов Василев е български актьор, режисьор и кинооператор.

## Биография
Роден е в град Радомир на 13 октомври 1925 г. В периода 1968 – 1970 г. специализира режисура под ръководството на А. Згуриди в Москва.

## Филмография
Като режисьор
- Термити (1974)
- Цветя по върховете
- Размножаване на хидрата (1978 г.)

Като актьор
- О, господи, къде си? (1991) Полковник Мерджанов
- Забравете този случай (1985) Алексиев
- Трудна любов (1974)
- Пътят минава през Беловир (1960)

Като оператор
- Термити (1974)
- Пирин пее (1962)
- Светът в капка вода ((1961)
- Кукери (1960)
- Защитни средства у животните (1956)